# Bimbo (España)
Bimbo Iberia (para España y Portugal) es una empresa española de alimentación propiedad de la empresa mexicana Grupo Bimbo.

## Historia

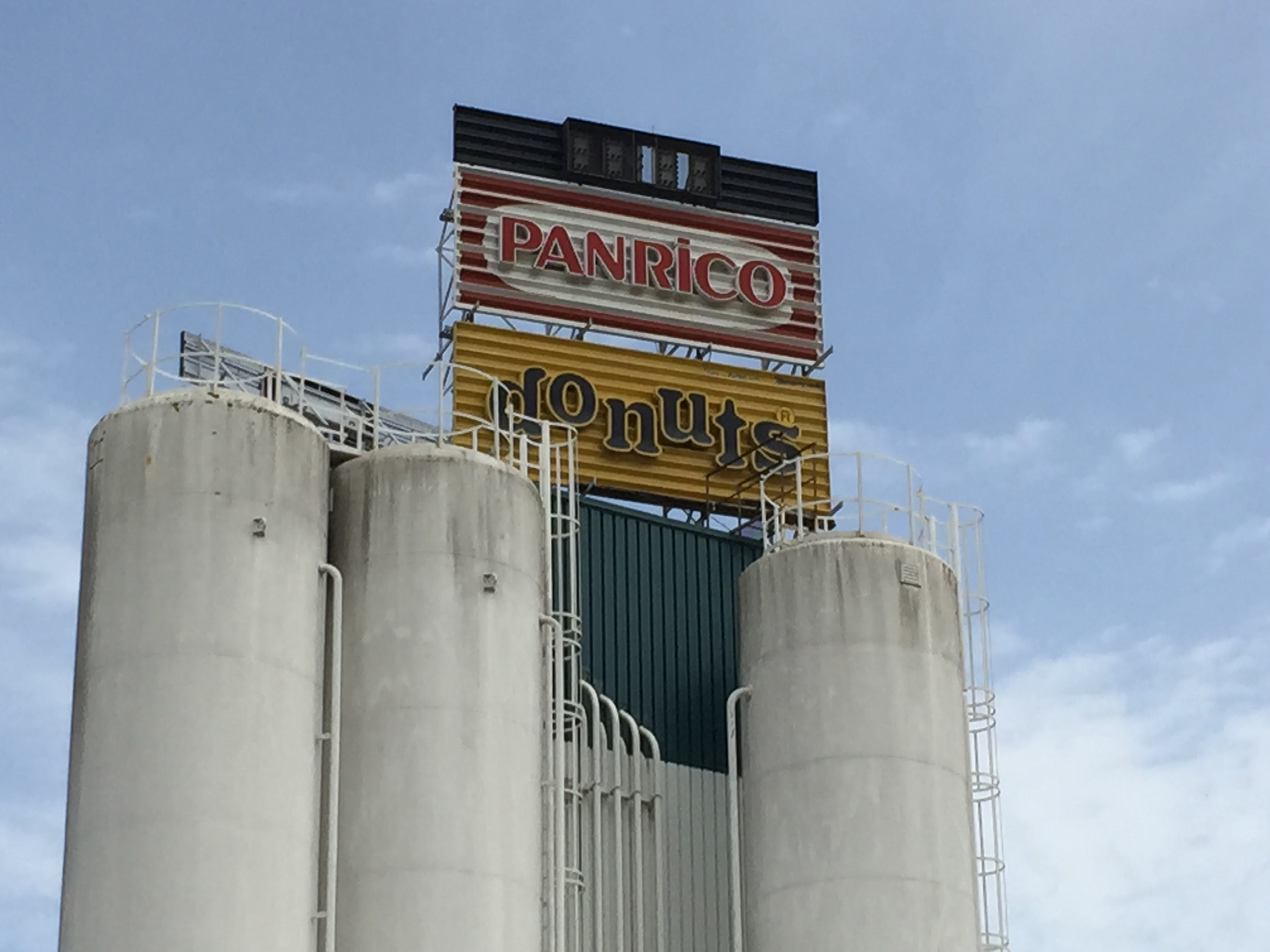
Antigua fábrica de Panrico-Donuts en Santa Perpetua de Mogoda (Barcelona), propiedad desde 2015 de Bimbo.

La marca Bimbo la registró en España la panadería Blayet de la calle San Francisco de Alcoy (Alicante)[cita requerida], cuando la multinacional quiso expandirse por España tuvo que abonar 1 millón de pesetas al panadero alcoyano para hacer uso de su marca[cita requerida].
Aunque actualmente comparten propiedad, la empresa funcionó de forma separada de su matriz desde 1978 hasta 2011, compartiendo solo el nombre. Desavenencias entre la empresa raíz y la filial llevaron a la separación y creación de entidades independientes en ambos países, que llevaron a que la filial española fuera adquirida por la multinacional estadounidense Sara Lee Corporation, hasta que en 2011 fue recomprada por la empresa mexicana Grupo Bimbo.
En el año 2015 Bimbo compró el Grupo Panrico, sumido en una grave crisis económica, por 190 millones de euros. Para evitar problemas de exceso de cuota de mercado con la Comisión Nacional de los Mercados y la Competencia, Bimbo se quedó con las marcas Donuts, Bollycao y Donettes y un año después vendió el negocio de pan de molde y su marca Panrico a Adam Foods.
En octubre de 2017 la empresa trasladó su sede social de Barcelona a Madrid por la incertidumbre generada por el proceso soberanista catalán.
El 25 de septiembre de 2019, la compañía presentó un ERE que afectaba a 290 empleados de Donuts, aduciendo una bajada en las ventas.
Días más tarde, se anunció la compra de la factoría y el negocio de pan de molde de Paterna (Valencia) a Cerealto Siro Foods, pasando Bimbo de esta forma a ser interproveedor de Mercadona.

## Marcas

### Panadería
- "Bimbo" (pan blanco): pan natural 100%, pan sándwich con corteza, pan sándwich sin corteza, pan sándwich corteza tierna, pan rebanada gruesa.
  - Bimbo "Soluciones" (pan fino): "Enrollados" (pan ancho para enrollar), "Rolls" (tortitas de trigo), "Canapés", "Pitta's".
  - Bimbo "Rapiditas"

(tortillas de trigo): "Rapiditas".
- - Bimbo "Sonrisas"

(repostería desayunos y meriendas): magdalenas reinas, napolitanas choco, pan de leche, cruasanes, cruasanes minicaos.
- - Bimbo "Martínez" (repostería desayunos y meriendas): magdalenas reinas, magdalenas cuadradas, sobaos, surtido "Martínez" (desayuno / chocolate / pastas secas / hojaldre / integral).
  - Bimbo bollería salada: bollo de hamburguesa normal y maxi, pan de perrito hot-dogs.
  - Bimbo pan tostado: pan tostado (tradicional, multicereal), panecillos tostados, tostas redondas (vitaminadas, sin sal), mini tostas (rectangulares, redondas, con arándanos), palitos al aceite de oliva, pan rallado.
  - Bimbo sin gluten: "Salmas" (snack horneado de maíz).
- "Silueta" (pan integral): pan integral natural 100%, pan integral sin corteza, pan 8 cereales (con y sin corteza).
  - Silueta "Thins" (pan de sándwich): 100% integral (99 calorías), 8 cereales (99 calorías).
  - Silueta pan tostado: pan tostado, tostas redondas integrales, mini tostas integrales, palitos integrales.
- "Oroweat": 12 Cereales y Semillas (pan de molde multicereal con grano completo), Tostado 5 Cereales y Semillas, Avena y Maíz Horneado, Semillas de Sésamo y Lino, y "Semilla de Oro" (pan rústico blanco).
- "Pan de Horno" (pan rústico): hogaza rústica, panecillos.
- Pan alemán "Meisterback" (pan integral): "Katenbrot" (centeno), "Leinsamen" (centeno con linaza), "Vollkornsonne" (centeno con girasol).
- "Thomas' Bagels": bagels.
- "Ortiz" (pan tostado): pan tostado (tradicional, multicereal, integral, integral sin sal y sin azúcar), barritas (tradicional e integral).
- "Bimbo Bagels": bagels clásico y Bagels con semillas.

### Bollería
- "Círculo Rojo" (bizcocho relleno de crema de cacao y avellanas).
- "Círculo Rojo de chocolate" (bizcocho de chocolate relleno de crema de cacao y avellanas).
- "Pantera Rosa" (bizcocho relleno de crema con cobertura de color rosa).
- "Tigretón" (bizcocho enrollado relleno de crema con una capa de mermelada de albaricoque y cobertura de cacao).
- "Tigretón Roll" (bizcocho redondo relleno de crema y cobertura de cacao).
- "Delicacao by Tigretón" (bizcocho rectangular relleno de crema y cobertura de cacao).
- "Bony" (bizcocho relleno de crema con una capa de mermelada de fresa y cobertura de cacao).j
- "Pingüinos"  (bizcocho esponjoso de chocolate con relleno de crema, con forma de muffin y adorno exterior en espiral, en envases de 2 y 3 unidades.

- "Bimbocao" (bollo alargado relleno de crema de cacao), envase de 4 unidades.

- "Bim Go" (bollo redondo relleno de crema de cacao), envase de 6 unidades.

- "Don Bimbo Chocolate" (dónuts con cobertura de cacao), envase de 4 unidades.

- "Buenazos clásico" (dónuts de azúcar), envase de 2 unidades.
- "Buenazos de cacao" (dónuts con cobertura de cacao), envase de 2 unidades.

- "Buenitos de cacao" (Minidónuts con cobertura de cacao), envases de 4 y 7 unidades.
- "Buenitos Pantera Rosa" (minidónuts con cobertura de color rosa), envase de 6 unidades.
- "Buenitos Black & White" (minidónuts con cobertura de chocolate con leche y chocolate blanco), envase de 6 unidades.

- "Kekos" (bizcochitos), formato paquete (2 unidades) y caja (5 unidades).

- "Donuts": "Donuts original" (de ázucar), "Donuts Bombón", "Donuts Fondant" , "Donuts Dálmata", "Donuts Sglash", y "Donuts Nocilla", Galleta & Choc".

- "Donas"
- "Doghnuts"
- "Dondoco"
- "Donettes": "Donettes Bombón", "Donettes Rayados", "Donettes Nevados", "Donettes Xtra-choc",

"Donettes Festival",
"Donettes Verano",
"Donettes Blue", "Donettes …No te rayes… ¡María!".
- "Bollycao": Bollo relleno de crema de cacao (leche, cacao, bombón, y "Bollycao Minis").
- "Dokyo de Bollycao": bollo relleno de cacao.
- "Bollycao Dip Dip"
- "Bollycao Vap's"
- "Mi Merienda" bollo bollycao sin relleno, acompañado de una chocolatina Nestlé.

- "Qé!"; Productos variados:  Qé! Caña, Qé! Palmera, Qé Palmera Bollo, Qé Palmera Dálmata. Qé! Caña Dálmata, Qé! Cañón, Qé! Gofre, Qé! Canuto, Qé! Triángulo, Qé! Cookies, Qé Napolitana.

- "Horno de Oro": Productos variados; magdalenas, cruasanes, rosquillas de anís, cruasán, bollo relleno de crema de cacao, bocaditos (galletas) rellenos de cacao…

- "Eidetesa": repostería variada a granel.

- "La Bella Easo": magdalenas, magdalenas estilo artesana, magdalenas con pepitas de chocolate, magdalenas y cruasanes con 14 cereales y semillas y con pepitas de chocolate, pan de leche, pan brioche, pan brioche con pepitas de chocolate, cruasanes, magdalenas 0% azúcares, cruasanes 0% azúcares, Weikis chocolate con leche, Weikis chocolate y Weikis Magdalenas con pepitas de chocolate.

La marca de repostería "Madame Brioche", los bollitos "Bucaneros" y "Tunos", las galletas "Cuates" y las tortitas de arroz "Silueta" y "Tortazo" dejaron de producirse.

### Snacks
- "Eagle" (frutos secos):
- "The Snack Company" (palomitas de maíz): palomitas "Pop up" con sal y con mantequilla.